# Ottaviano Andriani
Ottaviano Andriani (Francavilla Fontana, 4 gennaio 1974) è un maratoneta italiano.

## Biografia
Ad inizio carriera gareggiava per la Fiamma Atletica Sud Puglia Brindisi, per poi passare al Gruppo Sportivo Fiamme Oro (dove ha il grado di assistente capo coordinatore).
Ha partecipato ai Giochi olimpici di Pechino 2008 (23º), ai Mondiali di Helsinki 2005 (17º) e agli Europei di Budapest 1998 (20º), Monaco di Baviera 2002 (19º), Göteborg 2006 (gara non terminata) e Barcellona 2010 (11º).

## Palmarès
| Anno | Manifestazione  | Sede       | Evento   | Risultato | Prestazione | Note |
| ---- | --------------- | ---------- | -------- | --------- | ----------- | ---- |
| 1998 | Europei         | Budapest   | Maratona | 20º       | 2h16'28"    |      |
| 2002 | Europei         | Monaco     | Maratona | 19º       | 2h17'41"    |      |
| 2005 | Mondiali        | Helsinki   | Maratona | 17º       | 2h16'29"    |      |
| 2006 | Europei         | Göteborg   | Maratona | dnf       | dnf         |      |
| 2008 | Giochi olimpici | Pechino    | Maratona | 23º       | 2h16'10"    |      |
| 2010 | Europei         | Barcellona | Maratona | 11º       | 2h21'32"    |      |

## Campionati nazionali
1995
- 7º ai campionati italiani assoluti, 10000 m piani - 29'05"5
- 15º ai campionati italiani di corsa campestre - 39'27"
- Argento ai campionati italiani promesse, 5000 m piani - 14'04"98
- Oro ai campionati italiani universitari, 5000 m piani - 14'19"31

1996
- 11º ai campionati italiani assoluti, 10000 m piani - 29'13"27
- 16º ai campionati italiani di maratonina - 1h05'11"
- 5º ai campionati italiani promesse, 5000 m piani - 14'29"24

1998
- 4º ai campionati italiani assoluti, 10000 m piani - 29'11"50
- 14º ai campionati italiani di maratonina - 1h05'33"

1999
- 15º ai campionati italiani di maratonina - 1h05'29"
- 5º ai campionati italiani di corsa campestre - 35'59"

2000
- 11º ai campionati italiani assoluti, 10000 m piani - 28'50"65

2002
- 12º ai campionati italiani di corsa campestre - 36'29"

## Altre competizioni internazionali
1996
- 12º al Trofeo Sant'Agata ( Catania) - 34'25"
- Argento al Memorial Antonio Andriani ( Francavilla Fontana), 8,6 km - 25'10"

1997
- Oro alla Maratona di Firenze ( Firenze) - 2h14'27"
- 17º al Giro podistico internazionale di Castelbuono ( Castelbuono) - 34'48"

1998
- 14º alla Mezza maratona di Foligno ( Foligno) - 1h05'33"

1999
- 24º alla Maratona di Parigi ( Parigi) - 2h15'47"
- 6º alla Maratona di Venezia ( Venezia) - 2h11'42"
- 15º alla Mezza maratona di Busto Arsizio ( Busto Arsizio) - 1h05'29"
- 10º al Giro podistico internazionale di Castelbuono ( Castelbuono) - 34'23"
- Argento al Memorial Antonio Andriani ( Francavilla Fontana), 8,6 km - 25'18"
- 8º al Giro Podistico di Vipiteno ( Vipiteno), 5 km - 14'03"
- 13º al Campaccio ( San Giorgio su Legnano) - 35'38"

2000
- 31º alla Stramilano ( Milano) - 1h04'44"
- 5º alla Mezza maratona di Como ( Como) - 1h02'26"
- 8º al Giro podistico internazionale di Castelbuono ( Castelbuono) - 34'20"
- 10º al Giro Podistico di Vipiteno ( Vipiteno), 5 km - 14'10"

2001
- Bronzo alla Milano Marathon ( Milano) - 2h09'07"
- Argento alla Maratona di Roma ( Roma) - 2h11'39"
- Argento alla Roma-Ostia ( Roma) - 1h02'27"
- Argento al Memorial Antonio Andriani ( Francavilla Fontana), 8,7 km - 26'08"
- 11º al Cross della Vallagarina ( Villa Lagarina) - 29'20"

2002
- 32º alla Mezza maratona di Lisbona ( Lisbona) - 1h04'10"
- 5º alla Roma-Ostia ( Roma) - 1h02'08"
- 11º al Giro al Sas ( Trento) - 32'11"
- 7º al Trofeo Sant'Agata ( Catania) - 33'40"
- Bronzo al Memorial Antonio Andriani ( Francavilla Fontana), 8,7 km - 25'11"

2003
- 6º alla Maratona di New York ( New York) - 2h13'10"
- Argento alla Maratona di Torino ( Torino) - 2h11'54"
- 4º alla Roma-Ostia ( Roma) - 1h01'40"
- 7º al Giro podistico internazionale di Castelbuono ( Castelbuono) - 35'38"
- Argento al Memorial Antonio Andriani ( Francavilla Fontana), 8,7 km - 25'48"
- 11º al Campaccio ( San Giorgio su Legnano) - 37'20"

2004
- 10º alla Maratona di New York ( New York) - 2h14'51"
- 8º alla Mezza maratona di Udine ( Udine) - 1h03'01"
- 8º al Giro podistico internazionale di Castelbuono ( Castelbuono) - 34'57"
- 9º al Giro al Sas ( Trento) - 32'14"
- Oro al Memorial Antonio Andriani ( Francavilla Fontana), 8,7 km - 25'50"

2005
- Argento alla Maratona di Roma ( Roma) - 2h10'12"
- 12º alla BOclassic ( Bolzano) - 29'46"
- 15º al Campaccio ( San Giorgio su Legnano) - 38'02"

2006
- 10º alla Maratona di Parigi ( Parigi) - 2h10'51"
- 10º alla Roma-Ostia ( Roma) - 1h05'06"
- Argento alla Mezza maratona di Rapallo ( Rapallo) - 1h06'07"
- Bronzo alla Mezza maratona di Fucecchio ( Fucecchio) - 1h06'29"
- 17º alla BOclassic ( Bolzano) - 29'57"
- 11º al Trofeo Sant'Agata ( Catania) - 36'31"

2007
- 5º alla Milano Marathon ( Milano) - 2h11'41"
- Oro alla Maratona d'Europa ( Trieste) - 2h10'57"
- 8º alla Stramilano ( Milano) - 1h04'20"
- Bronzo alla Mezza maratona di Fucecchio ( Fucecchio) - 1h05'18"
- 12º al Giro al Sas ( Trento) - 31'24"
- Argento alla Notturna di San Giovanni ( Firenze) - 30'56"
- Bronzo alla Corri Trieste ( Trieste), 5 km - 14'19"

2008
- Bronzo alla Mezza maratona di Pescara ( Pescara) - 1h06'10"
- Argento alla Stracorigliano ( Corigliano d'Otranto) - 1h06'12"
- 10º al Memorial Peppe Greco ( Scicli) - 31'13"

2009
- Oro alla Mezza maratona di Sharm el-Sheikh ( Sharm el-Sheikh) - 1h10'09"
- 13º al Giro al Sas ( Trento) - 30'31"
- 4º alla Corrisernia ( Isernia), 9 km - 29'22"
- 4º al Memorial Antonio Andriani ( Francavilla Fontana), 8,7 km - 27'11"

2010
- Argento alla Maratona di Treviso ( Treviso) - 2h12'49"
- 11º alla Maratona di Barcellona ( Barcellona) - 2h21'32"
- 21º al Giro al Sas ( Trento) - 30'40"
- 4º alla Marcialonga Running ( Cavalese), 25,5 km - 1h23'08"

2011
- 4º alla Mezza maratona di Imperia ( Imperia) - 1h06'30"
- 18º al Giro al Sas ( Trento) - 31'00"